# La Samasa
La Samasa es una entidad de población española del municipio de Ledesma, perteneciente a la provincia de Salamanca, en la comunidad autónoma de Castilla y León.

## Toponimia
El lugar puede aparecer referido como «La Samasa» y «Samasa».

## Historia
Hacia mediados del siglo XIX, el lugar, por entonces referido como una aldea perteneciente a La Sagrada, tenía contabilizada una población de 32 habitantes. Aparece descrito en el decimotercer volumen del Diccionario geográfico-estadístico-histórico de España y sus posesiones de Ultramar de Pascual Madoz con las siguientes palabras:

SAMASA: ald. en la prov. de Salamanca, part. jud. de Ledesma, térm. municipal de Sagrada. pobl.: 6 vec., 32 almas.
(Madoz, 1849, p. 718)

En la actualidad, pertenece al municipio de Ledesma. En 2022, tenía empadronados tres habitantes.